# Ján II. Szalatnay
Ján II. Szalatnay, celým jménem Ján II. Szalatnay de Nagy Szalatna neboli Ján II. Slanický ze Zvolenské Slatiny, (28. října 1758, Miškovec – 19. října 1827, Moraveč) byl významnou osobností evangelického sboru v Čechách a na Moravě.

## Životopis
Ján II. Szalatnay pocházel ze starobylého hornouherského rodu Szalatnayů (Slanických) ze Zvolenské Slatiny, jejichž hlavní větev se naturalizovala na území Čech.
Byl synem Ondreje IV. Szalatnaye de Nagy Szalatna (? -1775) a jeho manželky Kataríny rozené Furthinové. Ondrej IV. se po smrti své první manželky v roce 1772 opět oženil s baronkou Agátou von Hallerovou.
V roce 1785 se Ján oženil s Lydií Marešovou (1768–1833).
Po studiích v Debrecínu se stal evangelickým duchovním. Jako nadaný teolog byl zvolen kazatelem v Moravči u Pelhřimova, kam přišel přímo z Debrecína. Po tříměsíčním studiu češtiny mohl poprvé 29. února 1784 vykonat bohoslužbu. Je považován za zakladatele evangelického sboru na Moravě.[zdroj?] Pro jeho správu zvolil 12 starších v čele s kurátorem a sám působil jako farář střídavě v Moravči a v Strměchách, kde byl také nový evangelický sbor. Byl považován za velmi pracovitého a svědomitého člověka.[zdroj?]
V Moravči založil faru, hřbitov, kostel (1785) a církevní školu. Fara byla roku 1784 zbudována jen ze dřeva, načež byla v roce 1789 částečně přestavěna s využitím kamene. V tomto stavu vydržela až do roku 1928, kdy byla přestavěna do dnešní podoby. Později vznikla díky jeho úsilí v Opatově nová kazatelská kaple. Jeho paměti jsou sepsány v knize Krátká historie církevní Moravy.
Ján II. Szalatnay je zakladatelem české větve rodu Szalatnayů z Nagy Szalatna. Zemřel v roce 1827 a je pochován se svojí ženou na hřbitově v Moravči.
Se svojí ženou Lydií měl celkem 10 dětí: Alžbětu (1786-?), Janu (1788-?), Gersona (1790-1854), Lydii (1791-1853), Jana III. Pavla (1793-1877), Josefa (1795-1836), Kristýnu (1798-?) Zuzanu (1802-1803), Benjamina (1804-1805) a Josefínu (1806-1871).